# Ровоам
Ровоа́м (ивр. רְחַבְעָם‎, Рехав’ам — «умножающий народ») — библейский персонаж, основатель Иудейского царства, преемник своего отца Соломона. Ровоам царствовал 17 лет (3Цар. 14:21; 2Пар. 12:13). В настоящее время не существует внебиблейских подтверждений его существования.

## Биография
Его матерью была аммонитянка Наама

### Основание Иудейского царства
Потомки Соломона потеряли власть над всем Израилем по пророчеству Ахии, за идолопоклонство Соломона.
Ровоам являлся законным наследником царя Соломона, однако навлёк на себя гнев народа, отказавшись снизить налоги, установившиеся при отце (2Пар. 10:4). Народ, собравшись в Сихеме (Шхеме), восстал и отделился от Ровоама (см. Восстание Иеровоама). 
На стороне законного царя осталось только колено Иуды и половина колена Вениамина, в то время как десять северных колен основали новое Израильское царство и избрали себе царём Иеровоама I. 
Ровоам задумал отвоевать десять колен, ведь у него была регулярная армия отца, но Иеровоам был зятем фараона, который был заинтересован в разъединении единого государства на два. В случае попытки подавить сепаратизм Ровоаму пришлось бы воевать и с египетскими войсками, тогда он мог бы потерять и оставшиеся владения. Также пророк Самей предупредил его о безнадёжности этой затеи. Во всё царствование Ровоама между ним и Иеровоамом I шла война.

### Война с Египтом
На пятом году царствования Ровоама фараон Шешонк I (Сусаким), на чей сестре по Ветхому Завету был женат Иероваам, напал на Иудею, разграбил Иерусалим и Иерусалимский храм и превратил Иудейское царство в вассала Древнего Египта. В Карнаке на одном из памятников Шешонка сохранился перечень взятых городов Иудеи.
Ровоам умер на 58-м году жизни, в 915 году до н. э. (по хронологии Уильяма Олбрайта, по Эрлихману он правил ещё и в следующем, 914 году до н. э.), и был похоронен в Иерусалиме (3Цар. 14:31).
«И почил Ровоам с отцами своими и погребён с отцами своими в городе Давидовом. Имя матери его Наама Аммонитянка. И воцарился Авия, сын его, вместо него.» (3Цар. 14:31).

### Семья
У Ровоама было 18 жён и 60 наложниц, от которых родилось 28 сыновей и 60 дочерей (2Пар. 11:21).

## Упоминания в культуре
Барельеф с бегущим от народного восстания Ровоамом размещён в первом кругу Дантова чистилища, где караются гордецы.

## Другие значения
- В Англии «Ровоамом» (Rehoboam) называется бутылка вина, вмещающая 4,5 литра или 6 «бутылок» (единиц объёма). См. шампанское.